# Kopomá
Kopomá är en kommun i Mexiko.   Den ligger i delstaten Yucatán, i den östra delen av landet, 1 000 km öster om huvudstaden Mexico City. Antalet invånare är 2 449. Arean är 261 kvadratkilometer.
Terrängen i Kopomá är platt.